# Polysyncraton millepore
Polysyncraton millepore är en sjöpungsart som beskrevs av Vasseur 1969. Polysyncraton millepore ingår i släktet Polysyncraton och familjen Didemnidae. Inga underarter finns listade i Catalogue of Life.